# DS Automobiles
DS Automobiles este o marcă franceză de vehicule de lux care a fost introdusă în 2009. Anterior a făcut parte din Citroën, dar din 2015 (2012 în China), DS este o marcă de sine stătătoare.
În mai 2018, DS a anunțat că va lansa doar vehicule electrice cu tracțiune integrală și vehicule hibride începând din 2025.
DS poate fi o abreviere pentru Different Spirit sau Distinctive Series (deși se referă și la Citroën DS proiectat de Flaminio Bertoni și André Lefèbvre). Numele este, de asemenea, un joc de cuvinte, deoarece în franceză este pronunțat ca și cuvântul déesse, care înseamnă „zeiță”.
Béatrice Foucher este actualul CEO al brandului.

## Modele

### Curente
- DS 3 Crossback
- DS 7 Crossback
- DS 4
- DS 9

### Anterioare
- DS 3
- DS 4S
- DS 5
- DS 5LS
- DS 6

### Concepte
- Citroën C-SportLounge[5] (2008)
- Citroën Hypnos (2008), afișat ocazional și cu sigla DS[6]
- Citroën DS Inside (2009)
- Citroën REVOLTe (2009)
- Citroën DS High Rider (2010)
- Citroën Survolt[7] (2010)
- Citroën DS4 Racing (2012)
- Citroën Numéro 9 (2012)
- DS Wild Rubis (2013)
- Citroën DS3 Cabrio Racing (2013)
- DS 5LS R (2014)
- Divine DS (2014)
- DS 3 & DS 3 Cabrio Ines de la Fressange Paris (2014)
- DS 4 Crossback (2015)
- DS E-Tense (2016)
- DS X E-Tense (2018)
- DS Code X (2019)
- DS Aero Sport Lounge (2020)
- DS E-Tense Performance (2022)

## Galerie foto

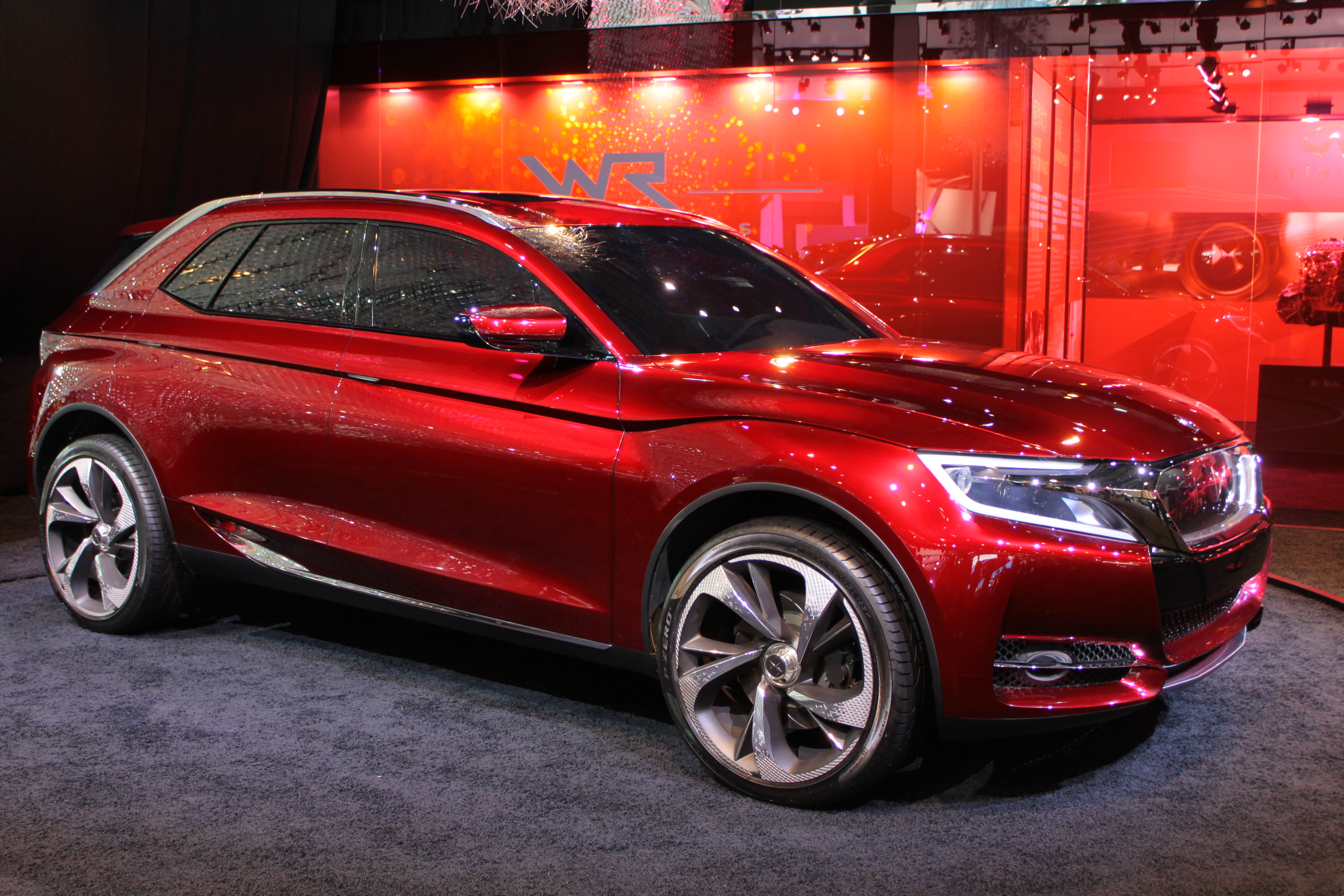
2013 DS Wild Rubis
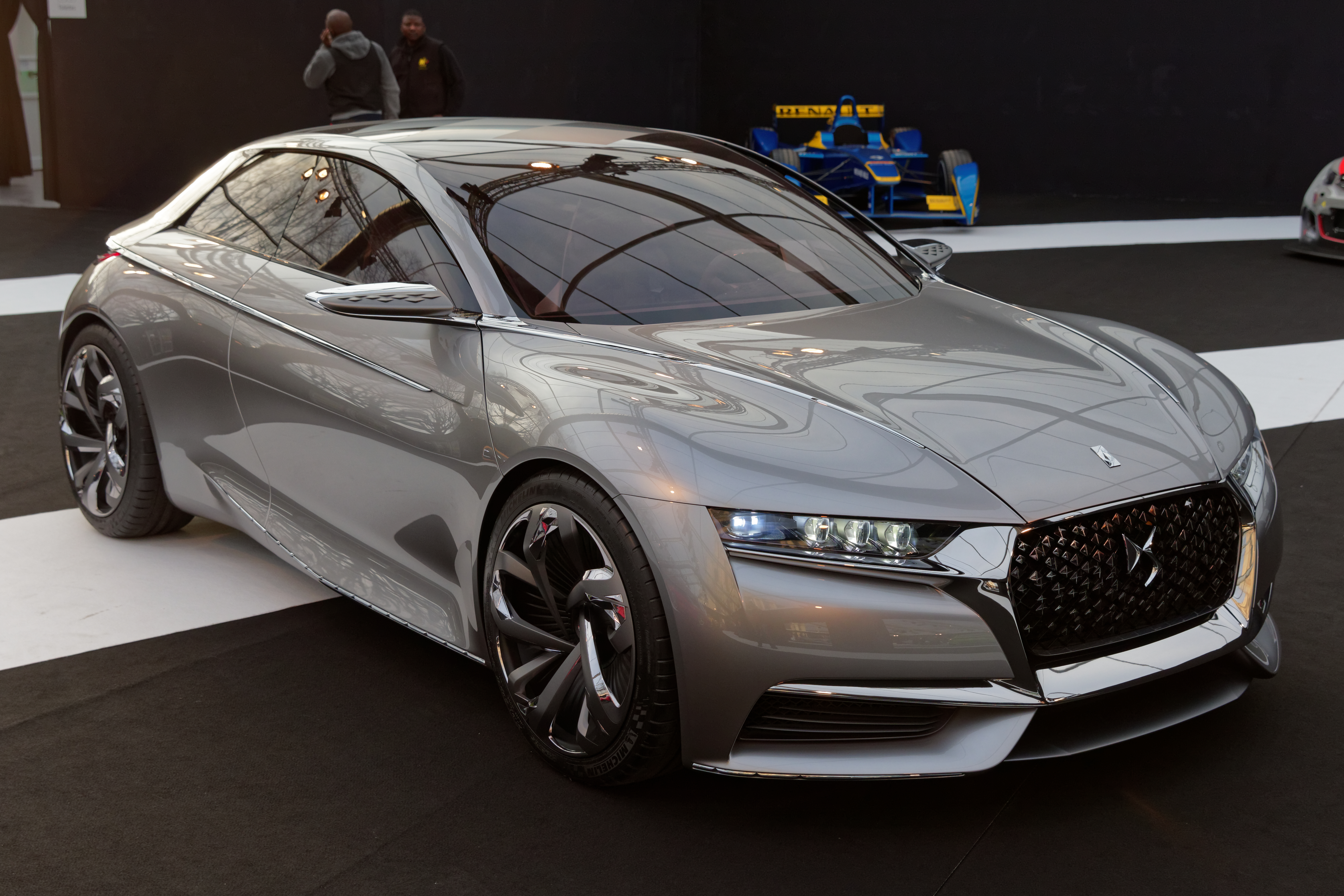
2014 DS Divine
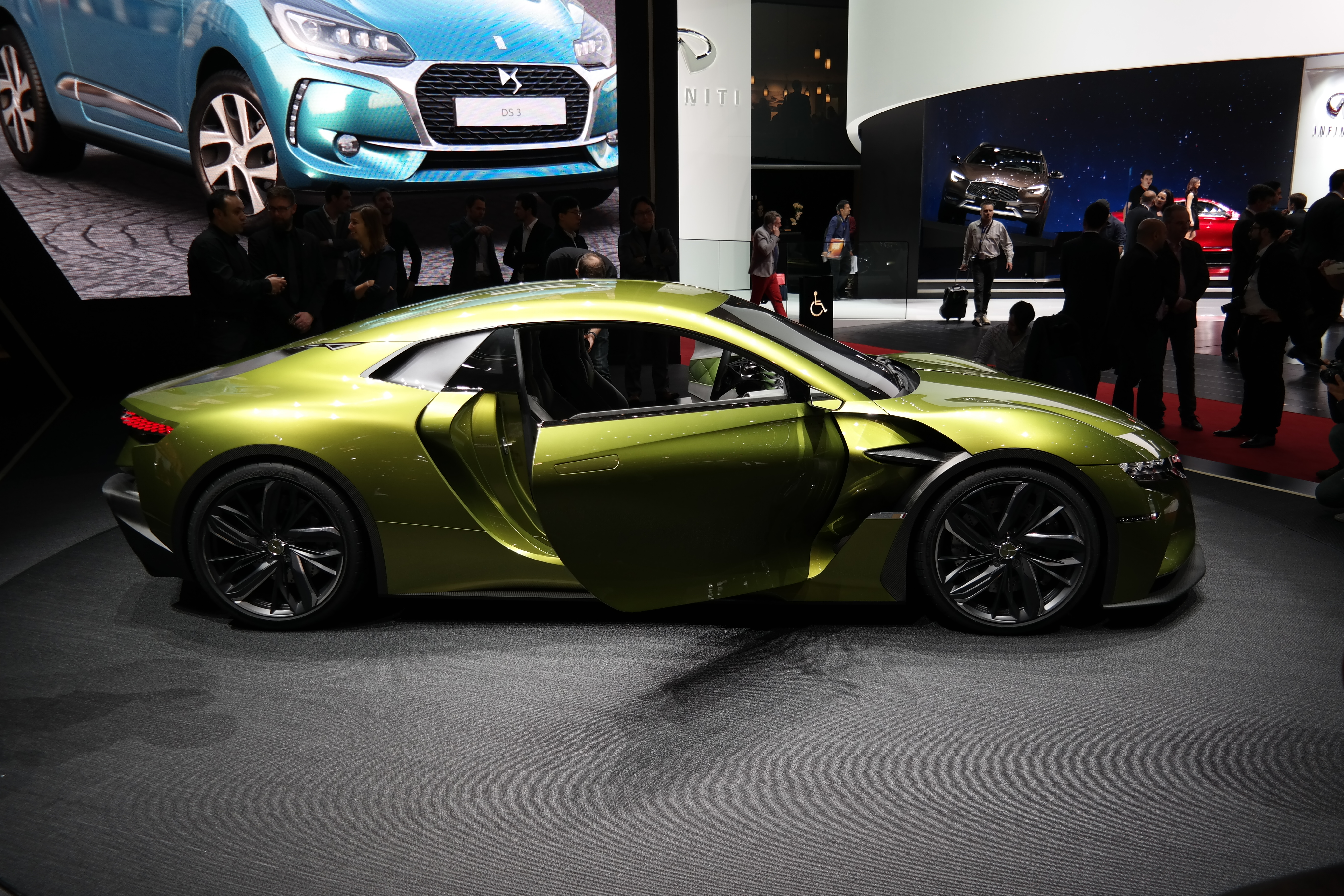
2016 DS E-Tense
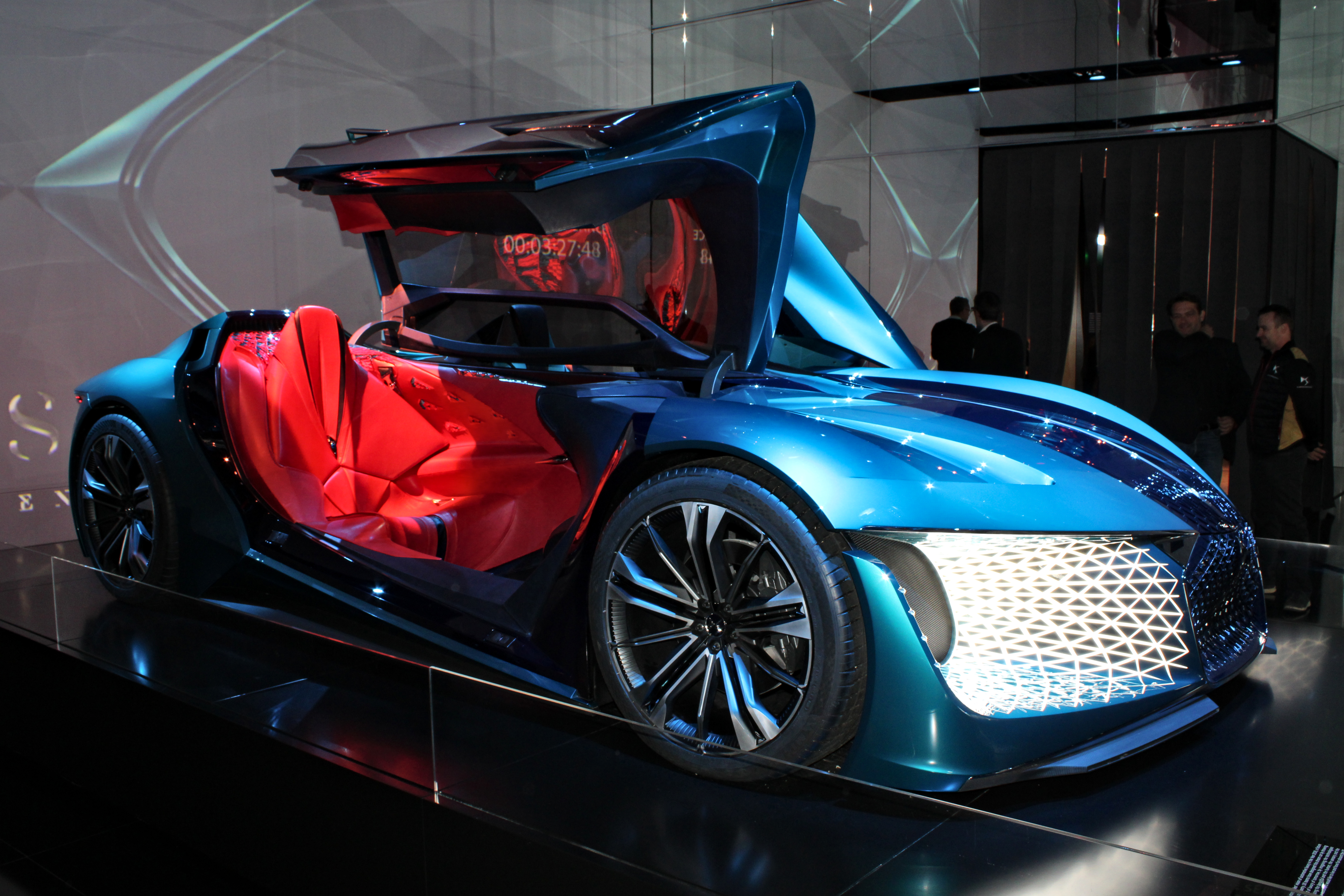
2018 DS X E-Tense
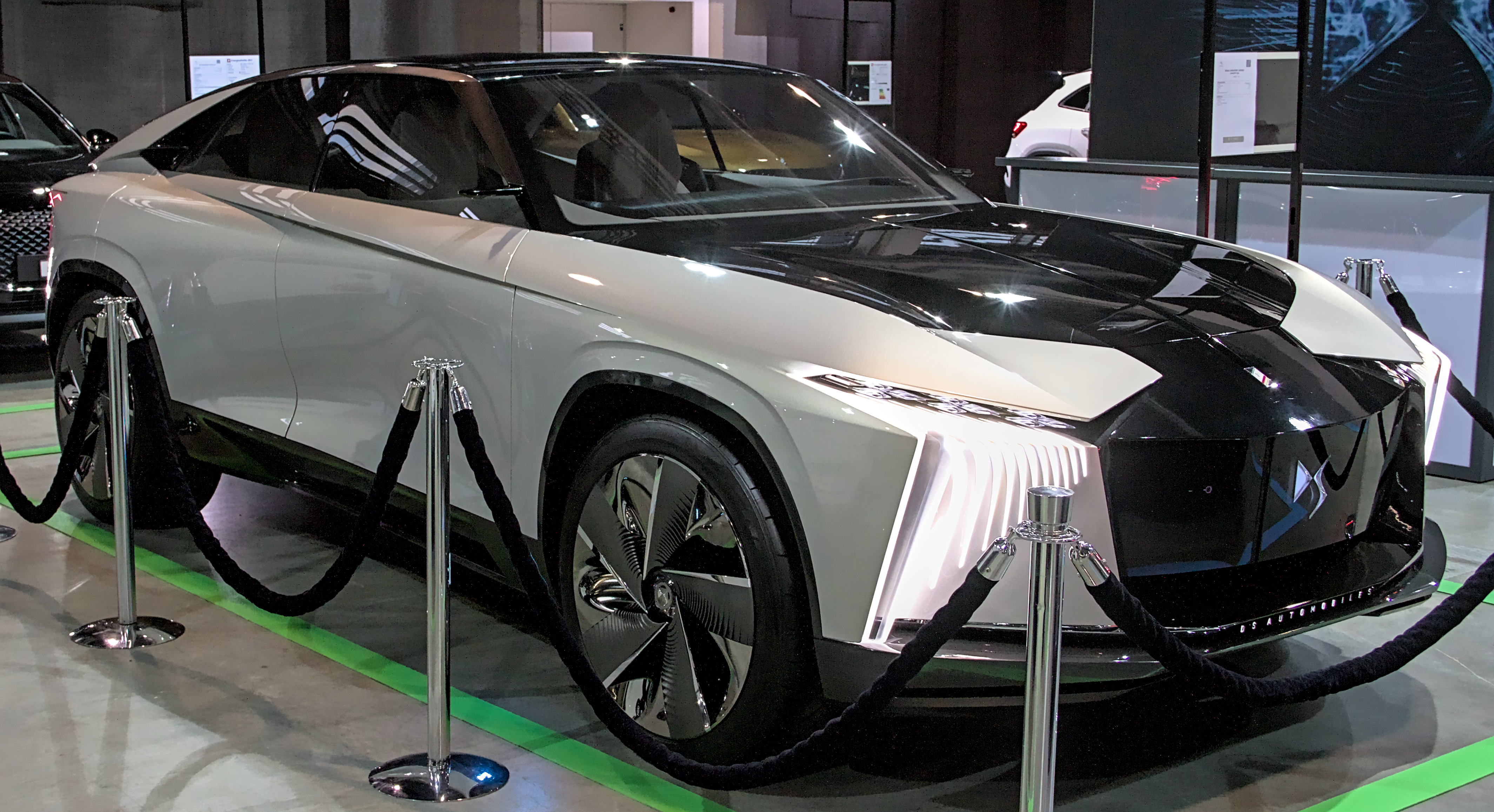
2020 DS Aero Sport Lounge